# International Journal of Distributed Sensor Networks
International Journal of Distributed Sensor Networks is een internationaal, aan collegiale toetsing onderworpen open access wetenschappelijk tijdschrift op het gebied van de informatiesystemen en telecommunicatie. De naam wordt in literatuurverwijzingen meestal afgekort tot Int. J. Distrib. Sens. N. Het is opgericht in 2005 en wordt uitgegeven door Hindawi Publishing Corporation.